# Divočina Henryho M. Jacksona
Divočina Henryho M. Jacksona je chráněné území v americkém státě Washington.

## Historie
V roce 1860 zdejší oblastí prošla výzkumná výprava E. F. Cadyho, která následovala staré indiánské stezky vedoucí přes hory podél řeky Little Wenatchee. V oblasti tedy existují i po něm pojmenovaná místa, jako je Cadyho průsmyk nebo potok Cady Creek.
Divočina byla vytvořena roku 1984 po schválení zákona o divočinách ve státě Washington a dostala jméno bývalého amerického senátora za Washington, Henryho M. Jacksona. Jedná se o poctu za to, že senátor Jackson stál za zrodem mnoha divočin ve státě.

## Umístění
Divočina sousedí s jihozápadním koncem divočiny Glacier Peak a má rozlohu 415,5 km². Nachází se severozápadně od Stevensova průsmyku a severovýchodně od města Skykomish, obě tato místa leží na silnici U.S. Route 2. Přestože se divočina rozpíná přes celé pohoří, většina má ráz jeho západního svahu. Divočina leží v národních lesích Mount Baker-Snoqualmie a Wenatchee, na jihozápadě sousedí s divočinou Wild Sky.

## Geografie
Zdejší terén je drsný, svahy jsou strmé a hřebeny jsou přerušovány malými občasnými nebo stálými vodními toky. Toky v severní části divočiny odtékají do řeky Sauk, ty na jihu do řeky Skykomish. Mezi největší hydrologické zajímavosti zde patří potok Cady Creek a jeho hřeben a Rychlá řeka, která je přítokem Becklerovy řeky a pravým počátkem jižního ramene řeky Skykomish.
Jižní částí divočiny prochází transkontinentální turistická stezka Pacific Crest Trail, která zde uráží vzdálenost zhruba 50 kilometrů. Další stezky proudí nahoru do hor z východu i západu a poté se vlévají do Pacific Crest Trail. Například Blanca Lake Trail, která je dlouhá 5 kilometrů a vede k jezeru Blanca Lake.
Oblast má bohatou hornickou historii a nachází se v ní několik označených důlních pozemků. Dále se zde nachází přibližně 30 jezer s možností rybolovu. Mezi nejpopulárnější patří díky své tyrkysové barvě jezero Blanca Lake.

## Ekologie
Spodní části divočiny pokrývá vysoký les, který poté slábne a mění se pouze v široké lučiny na vrcholech hřebenů. Mezi zde rostoucí stromy patří zerav obrovský, douglaska, jedle, smrk Engelmannův, jedlovec západní a jedlovec Mertensův.